# 阿努克·格兰贝格
阿努克·格兰贝格（法語：Anouk Grinberg，1963年3月20日—），法国女演员。曾获得柏林国际电影节最佳女演员银熊奖。